# Ciprian Deac
Ciprian Ioan Deac (* 16. Februar 1986 in Bistrița, Kreis Bistrița-Năsăud) ist ein rumänischer Fußballspieler. Er steht seit Januar 2017 bei CFR Cluj unter Vertrag.

## Karriere

### Vereine
Deac startete 2004 seine Karriere in der 2. Mannschaft von  Gloria Bistrița und wechselte im Januar 2005 zu Unirea Dej. Nach einem Jahr wechselte er erneut den Verein und kam zu CFR Cluj. Im Januar 2008 wurde er für sechs Monate an Oțelul Galați verliehen und spielte seit dem 1. Juli 2008 wieder bei CFR Cluj. Am 27. August 2010 wurde sein Wechsel zum FC Schalke 04 bekannt gegeben. Er unterschrieb einen bis zum 30. Juni 2013 datierten Vertrag. Am 25. Mai 2011 wurde bekannt gegeben, dass Deac in der Saison 2011/12 zu Rapid Bukarest verliehen wird. Nach Ende der Leihe wechselte er zum rumänischen Meister CFR Cluj, für den er bereits von 2006 bis 2010 spielte.

### Nationalmannschaft
Deac stand im erweiterten Kader der rumänischen Nationalmannschaft für die Europameisterschaft 2008 in Österreich und der Schweiz, schaffte aber den Sprung in den endgültigen 23-Mann-Kader nicht. Ab 2010 gehörte er dem Team von Nationaltrainer Răzvan Lucescu fest an und kam am 3. März im Freundschaftsspiel gegen Israel zu seinem ersten Einsatz. Innerhalb eines Jahres bis März 2011 folgten zehn weitere Einsätze. Anschließend wurde Deac zunächst nicht mehr berücksichtigt und wurde erst im Herbst 2017 erneut in den Kader der Nationalmannschaft berufen. Bis Oktober 2020  folgten daraufhin 15 weitere Länderspiel-Einsätze.

## Erfolge/Titel
mit CFR Clui:
- Rumänischer Meister (7×): 2008, 2010, 2018, 2019, 2020, 2021, 2022
- Rumänischer Pokalsieger (3×): 2008, 2009, 2010
- Rumänischer Superpokalsieger (4): 2009, 2010, 2018, 2020

mit FC Schalke 04:
- DFB-Pokalsieger: 2011